# Saltlick Township
Saltlick Township est un township situé au nord-est du comté de Fayette, en Pennsylvanie, aux États-Unis,. En 2010, il comptait une population de 3 461 habitants.

## Démographie
Lors du recensement de 2010, le township comptait une population de 3 461 habitants. Elle est estimée, en 2016, à 1 961 habitants.

### Source de la traduction
- (en) Cet article est partiellement ou en totalité issu de l’article de Wikipédia en anglais intitulé « Saltlick Township, Fayette County, Pennsylvania » (voir la liste des auteurs).